# Attention les dégâts !
Pour plus de détails, voir Fiche technique et Distribution.
Attention les dégâts (en italien Non c'è due senza quattro) est une comédie italienne réalisée en 1984 par Enzo Barboni crédité comme E.B. Clucher.

## Synopsis
Un cascadeur et un musicien sont engagés pour remplacer pendant une semaine deux milliardaires brésiliens dont ils sont les sosies et qui désirent s'éclipser quelques jours avant de signer un gros contrat que certains voudraient voir échouer.

## Fiche technique
- Titre français : Attention les dégâts
- Titre italien : Non c'è due senza quattro
- Titre anglais : Double Trouble
- Réalisateur : E.B. Clucher
- Scénario : Marco Barboni
- Image : Silvano Ippoliti et Hélio Silva
- Montage : Philip Edwards
- Musique : Franco Micalizzi
- Production : Vittorio Galiano
- Pays d'origine :  Italie
- Langue : Anglais, portugais
- Genre : Comédie
- Sortie : 
  - États-Unis : 16 novembre 1984
  - France : 12 décembre 1984
- Affiche : Michel Landi (France)

## Distribution
- Terence Hill (VO : Pino Locchi ; VF : Dominique Paturel) : Elliott Vance / Bastiano Coimbra de la Coronilla y Azevedo
- Bud Spencer (VO : Glauco Onorato ; VF : Claude Bertrand) : Greg Wonder / Antonio Coimbra de la Coronilla y Azevedo
- April Clough (VF : Emmanuèle Bondeville) : Olympia Chavez, la fiancée de Bastiano
- Harold Bergman (VF : Philippe Dumat) : Le directeur de l'agence de sosies
- C.V. Wood Jr : Officier de police
- Dary Reis (VF : Michel Bardinet) : Le chef des mercenaires
- Nello Pazzafini (VF : Jacques Deschamps) : Tango
- Claudioney Penedo (VF : Med Hondo) : Le patron de Tango
- José Van de Kamp (VF : Claude D'Yd) : Majordome
- Fernando Amaral : Secrétaire
- Roberto Roney : Nadino
- Athayde Arcoverde (VF : Gérard Loussine) : Vinicio, le chauffeur
- Dennis Bourke (VF : Roger Carel) : le psychiatre

## Autour du film
- Dans ce film, Terence Hill et Bud Spencer incarnent chacun deux personnages différents. Les deux cousins sont des hommes d'affaires naïfs et plutôt trouillards tandis que les deux sosies sont des gens courageux qui aiment l'aventure et savent se défendre.
- Dans la salle d'attente de l'agence des sosies, on peut entendre en musique de fond un passage de la musique de Quand faut y aller, faut y aller. Il en est de même dans la scène à bord du jet privé où l'on entend un autre thème musical de ce film.
- Dans chacun des plans où les cousins et les sosies apparaissent ensemble, on peut apercevoir la trace de collage des deux rushes sur le milieu de l'image.
- April Clough, qui joue la fiancée de Bastiano, avait déjà joué avec le duo Spencer-Hill dans Deux super-flics.
- Dans le film, Greg explique à Elliott qu'il a vécu au Brésil. Ce fut réellement le cas de Bud Spencer dans les années 1950.
- Dans la scène où Greg et Elliott doivent plonger pour atteindre l'île d'un des gangsters, Greg prétend avoir horreur de nager, tout le contraire de son interprète (Bud Spencer) qui est un ancien champion de natation et de water-polo.
- Parmi les mercenaires, deux d'entre eux se nomment "Apocalypse" et "Now" en référence au film éponyme de Francis Ford Coppola.
- Dans la version française, Dominique Paturel et Claude Bertrand modifiaient un peu leur jeu pour bien distinguer les cousins milliardaires de leurs sosies. Il leur arrivait parfois de confondre les vrais avec les faux[1].
- L'édition DVD du film comporte des scènes inédites en VOST :
  - Après avoir atterri avec son planeur, Elliott est rejoint par les deux agents envoyés par l'agence de sosies. Ceux-ci lui expliquent le travail proposé en échange d'un million de dollars et que, s'il accepte, il n'aura plus besoin de faire le cascadeur.
  - Le patron de l'agence des sosies fait une petite présentation de son entreprise.
  - Bastiano et Antonio lisent le journal dont la première page montre le carnage causé dans le petit restaurant du port avec la photo de Greg et Elliott. Aussitôt les deux cousins s'inquiètent pour l'avenir.

À noter que, dans la VO, les voix de Hill et Spencer sont doublées par Pino Locchi et Glauco Onorato en raison d'un souci d'accent.